# ريتشارد وارد
ريتشارد وارد (بالإنجليزية: Richard Ward)‏ (17 نوفمبر 1973 بسكاربورو في المملكة المتحدة - ) هو لاعب كرة قدم بريطاني في مركز الوسط. لعب مع نوتس كاونتي وهدرسفيلد تاون.